# Павленко, Андрей Викторович
Андре́й Ви́кторович Павле́нко (12 июля 1986, Потсдам, ГДР) — российский футболист, полузащитник.

## Карьера
Футболом начал заниматься во время жизни в военном гарнизоне на Дальнем Востоке. Первым тренером был Рашид Каюмович Темирбулатов. В 1998 году переехал с родителями в Тамбов, где продолжил заниматься футболом. На профессиональном уровне дебютировал в 2003 году в составе местного «Спартака», за который выступал на протяжении пяти лет. В 2008 году перешёл в клуб Первого дивизиона «Носта». В 2010 году подписал контракт с «Тюменью», куда перешёл в след за тренером Сергеем Подпалым, с которым до этого работал в «Носте». Однако по итогам сезона-2010 «Тюмень» не выполнила задачу по выходу в ФНЛ, и в связи с этим контракт с Павленко и некоторыми другими игроками продлён не был. Сезон 2011/12 провёл в ульяновской «Волге», после чего вернулся обратно. Зимой 2018 года перешёл в «Луч-Энергию». Летом 2019 года перешёл в клуб «Чайка».
В 2008 году окончил Институт физической культуры и спорта Тамбовского государственного университета.

## Достижения
- Победитель зоны «Урал-Поволжье» Второго дивизиона: 2013/14
- Серебряный призёр зоны «Урал-Поволжье» Второго дивизиона (2): 2010, 2012/13
- Бронзовый призёр зоны «Урал-Поволжье» Второго дивизиона: 2011/12